# Rice and Shine
Rice and Shine (deutsch: ,Reis und Glanz‘, Anspielung auf die Redewendung rise and shine, etwa: ,Raus aus den Federn‘) war ein deutschsprachiger monatlich erscheinender Podcast, der von den Journalistinnen Minh Thu Tran und Vanessa Vu moderiert wurde. In dem Podcast ging es um Lebensrealitäten und Perspektiven von Vietnamesen in Deutschland. Über den Podcast hinaus veranstalteten die Macherinnen Community-Events wie Picknicks, Filmscreenings und Liveshows. Der Podcast trug dazu bei, den Begriff „vietdeutsch“ zu etablieren.

## Geschichte
Die beiden Journalistinnen Tran und Vu haben sich während ihrer Ausbildung an der Deutschen Journalistenschule in München kennengelernt. Dort merkten sie, dass sie Redebedarf über ihre Identität hatten, und dass sie sich als Menschen asiatischer Abstammung in den deutschen Medien nicht repräsentiert fühlten. Im Februar 2018 veröffentlichten sie ihre erste Folge über das vietnamesische Neujahrsfest Tết Nguyên Đán. Im August 2018 hatten sie den ebenfalls vietnamesischstämmigen FDP-Politiker und ehemaligen deutschen Vizekanzler Philipp Rösler zu Gast.
Seit der Gründung haben sie ihr Projekt auch auf diverse Live-Bühnen gebracht, unter anderem das PULS Open Air Festival, das Kosmonaut Festival oder die Re:publica. Im März kritisierten sie die Berichterstattung des BR Fernsehens zum Dietfurter „Chinesenfasching“. Dabei warfen sie dem Sender Yellowfacing vor. Zu Beginn des Jahres 2020 informierten sie zu zunehmenden Angriffen gegen ostasiatische Personen in Deutschland aufgrund der COVID-19-Pandemie und porträtierten für die Folge „Wie Viets Masken nähen“ Menschen, die Baumwollmasken an die deutsche Bevölkerung spenden.

## Formate
Der Podcast bedient eine Vielzahl an journalistischen Formaten. Während es anfangs vor allem Gespräche zu zweit oder Interviews gab, erweiterten Tran und Vu ihr Repertoire um Reportage-Elemente und produzierten auch zwei Storytelling-Folgen. Die 21. Folge „Boat People“, die auch ins Vietnamesische übersetzt wurde, erzählt durch Zeitzeugen die Fluchtgeschichte von Menschen, die nach Ende des Vietnamkrieges mit Booten auf das offene Meer geflohen waren und daraufhin in die ganze Welt verteilt wurden. 11.000 davon hatte das deutsche Rettungsschiff Cap Anamur nach Deutschland gebracht. Die 32. Folge „Hamburg 1980: Als der rechte Terror wieder aufflammte“ rekonstruiert den ersten dokumentierten, rassistischen Mord der Bundesrepublik Deutschland an Nguyễn Ngọc Châu und Đỗ Anh Lân. Beide waren als Boat People nach Hamburg gekommen. Die Journalistinnen arbeiteten für die Rekonstruktion mit Archivmaterial, trafen Angehörige und sprachen Überlebende der Flüchtlingsunterkunft. Für zwei Folgen haben die Journalistinnen außerdem die Moderation abgegeben, nämlich bei „Gaysian“ und „Black Lives Matter“. In beiden Fällen, argumentierten Tran und Vu, fehlte ihnen eine persönliche Perspektive zu dem Thema. Statt selbst zu kommentieren, wollten sie lieber anderen Stimmen mehr Freiraum geben, sich selbst auszudrücken.

## Rezeption
Alicia Lindhoff von der Frankfurter Rundschau bezeichnete den Podcast als „großartig“ und lobt besonders die 21. Folge „Boat People“. Lindhoff schreibt den Moderatorinnen zu, ihr „journalistisches Handwerkszeug bestens [zu] beherrschen“ und schätzt besonders die Mischung von persönlichen Gesprächen und den „spannenden Reportage-Elementen“. Inna Hartwich von der Neuen Zürcher Zeitung schrieb über „Rice and Shine“, dass der Podcast im Vergleich zu anderen „Minderheiten-Podcasts […] am besten informiert wirkt“. Die Modezeitschrift Vogue bezeichnete die 6. Folge zu „Armut und Aufstieg“ als "besonders empfehlenswert. Der Podcast wurde ferner in diversen Medien empfohlen, unter anderem von der Süddeutschen Zeitung oder iD-Vice.

## Auszeichnungen
2021 erhielt Rice and Shine den CIVIS Top Award für die Folge "Hamburg 1980 – Als der rechte Terror wieder aufflammte." 2019 wurde der Podcast für den Grimme Online Award nominiert, der als wichtigster Preis für Onlinemedien gilt. Beide Journalistinnen wurden unabhängig voneinander außerdem vom Medium Magazin zu einer der 30 besten Journalisten bis 30 gewählt.